# Saw (jeu vidéo)
Saw est un jeu vidéo de survival horror fondé sur la série de films Saw. Il a été développé par Zombie Studios et édité par Konami.

## Scenario

### Prélude
Les évènements du jeu prennent place entre le premier et le deuxième film. Après la mort de son collègue Sing, tué par un piège du Tueur au Puzzle alors qu'ils le traquaient, l'inspecteur Tapp est obnubilé par l'idée de trouver le meurtrier responsable du décès de son coéquipier. Cette obsession fait qu'il a été exclu des forces de l'ordre mais il a continué son enquête seul. Soupçonnant le docteur Lawrence Gordon d'être le tueur, il a loué un appartement avec vue sur celui de la famille Gordon, dont il observe jour et nuit ce qui s'y passe, espérant coincer l'oncologue. En parallèle, il a chargé Adam, un jeune photographe, de suivre Gordon et photographier ses moindres faits et gestes. Un soir, alors que Gordon est absent, Tapp entend des coups de feu chez les Gordon et arrive juste à temps pour sauver Alison et Diana Gordon de l'homme qui les avait séquestré tout au long de la nuit. Après avoir temporairement neutralisé Tapp, l'homme se rendant compte de la fuite de ses victimes, fuit avec sa voiture. Tapp, encouragé par son obsession, se relève et après une courte-poursuite qui finit dans les égouts, affronte le ravisseur des Gordon. Mais, alors qu'il l'avait à sa merci, son adversaire parvient à renverser la situation et à blesser Tapp avec une balle. Ce dernier s'effondre, inconscient.

### Histoire du jeu
Lorsqu'il se réveille, Tapp se retrouve dans des toilettes désaffectés et piégé dans le piège à ours inversé, semblable à celui auquel Amanda Young, seule survivante connue de Jigsaw, a échappé durant son propre jeu. Une cassette laissée par le Tueur au Puzzle lui apprend que son obsession l'a rendu détestable et lui a fait détruire les vies de plusieurs personnes en leur faisant faire des actes souvent illégaux. Il lui annonce que ce soir, il devra vaincre son obsession s'il veut survivre. Mais il sera également mis à l'épreuve, face à ses responsabilités.
Après s'être libéré, il comprend au fil de son jeu que Jigsaw l'a soigné en retirant de son corps la balle qu'il a reçu. Toutefois, il n'est pas seul dans l'asile : plusieurs criminels ont été capturés par Jigsaw et ce dernier leur a annoncé que la clé qui les libèrera de leurs pièges respectifs se trouvent dans le corps de Tapp. Il doit résoudre plusieurs énigmes entre chacune de ses épreuves pour avancer, tout en évitant les nombreux pièges et victimes désireuses de le tuer. Il découvre aussi dans quel endroit il se trouve : l'asile psychiatrique de Withehurst.
Arrivé à sa première épreuve, il retrouve Amanda Young, attachée à une chaise tout en étant reliée à des perfusions. Pour la libérer, il s'installe dans un fauteuil semblable au sien et en dosant correctement injections de poison et d'antidote, parvient à la libérer ainsi que lui-même. Amanda lui apprend alors la raison de présence : elle a replongé dans la drogue. Poursuivant ensemble, ils se retrouvent séparés par une porte automatique et Amanda est enlevée par un homme portant un masque de porc.
Son second test concerne un de ses anciens collègues, Jennings. Ce dernier a en effet tué accidentellement un SDF et, pour se couvrir, a fait accuser un innocent du meurtre, qui a été envoyé en prison à sa place. Jennings est enchaîné à une table au-dessus de laquelle un pendule tranchant qui descend lentement vers lui est suspendu. Tapp parvient à le libérer en activant l'engrenage à temps.
Poursuivant sa route, Tapp apprend que la veuve de Sing, Mélissa, est la prochaine victime qu'il doit secourir. Après plusieurs énigmes, il parvient à la rejoindre. Elle est attachée debout au milieu d'un sarcophage munis de scies électriques coupé en deux. Il doit réaliser un jeu de logique pour la libérer en réalisant moins de six erreurs s'il ne veut pas que le sarcophage, dont les disques se sont mis en route, se referment. Cependant, une fois sauvée et loin d'être reconnaissante, Mélissa blâme Tapp pour la mort de Sing et lui affirme qu'elle aurait préféré mourir pour le rejoindre. Ils continuent ensemble pendant quelque temps avant que Melissa ne décide de laisser Tapp continuer seul.
La quatrième épreuve concerne Oswald, un journaliste qui avait, de façon volontairement mensongère pour du sensationnel, accusé Tapp d'être le Tueur au Puzzle. L'ancien policier parvient à le sauver en désactivant le chronomètre mais en cherchant des indices ensemble par la suite, Oswald est tué par un piège qui le découpe en deux.
La cinquième victime est Obi (personnage qui réapparaîtra dans Saw 2), qui a volontairement demandé au Tueur au Puzzle de le tester car il s'ennuie. Tapp arrive à couper l'arrivée du gaz qui alimente le feu de la chaudière dans laquelle Obi est enfermé. Ce dernier est d'ailleurs furieux car il voulait sauver sa propre vie de lui-même.
Pour finir, Tapp trouve la dernière personne à secourir : Jeff, l'homme que lui et Sing avaient sauvé lorsqu'ils avaient localisé la cachette de Jigsaw. Jeff n'ayant pas passé son épreuve à cause de Tapp et Sing, il doit en effectuer une autre avec l'aide de Tapp, qui parvient à le sauver avant qu'il ne finisse sauvagement empalé. Tapp demande alors à savoir à quoi ressemble Jigsaw, ce à quoi Jeff répond que comme lorsqu'il l'avait interrogé après son premier jeu, il ne se souvient pas de son visage à cause de la panique intense qu'il avait subie à cet instant. Jeff blâme alors Tapp car malgré tout ce que Jigsaw fait subir à tous les prisonniers de l'asile, l'ancien policier continue d'avoir son obsession pour le meurtrier et ne semble pas s'être remis en question. Vexé, Jeff abandonne Tapp, le laissant continuer seul.
Poursuivant son jeu, Tapp est confronté à l'homme au masque de porc, qu'il finit par tuer pour récupérer la clé lui permettant d'accéder à la bibliothèque. Jigsaw lui fait alors remarquer par des messages vidéos qu'il vient de tuer un homme juste pour le capturer et qu'il ne vaut par conséquent pas mieux que lui-même en agissant de la sorte avant de l'inviter à le rejoindre dans la bibliothèque. Sur place, alors que Tapp se trouve en contrebas de Jigsaw, encapuchonné et placé un étage au-dessus de lui, il apprend qu'il va avoir un choix à faire mais qu'avant, il doit récupérer une clé dans une ultime épreuve, ce qu'il parvient à faire avant de retourner dans la pièce principale de la bibliothèque où se trouve deux portes : celle de la Liberté et celle de la Vérité. Il doit donc respectivement choisir entre oublier son obsession et sauver tous les prisonniers de l'asile encore vivants en quittant l'asile ou poursuivre Jigsaw et apprendre la vérité en restant. Le choix est déterminé par le joueur.
Vérité (fin alternative):  Tapp ouvre la porte de la Vérité et parvient à rejoindre Jigsaw qui s'enfuit en le voyant. Après une course poursuite, il parvient à le rattraper à l'extérieur de l'asile et le passe à tabac, affirmant qu'il va le tuer pour qu'il ne puisse s'en sortir en plaidant la folie devant un tribunal. C'est alors que Jigsaw sort et active une cassette, révélant qu'il n'est autre que Mélissa qui a été forcée de se déguiser en Jigsaw, afin de tromper Tapp, par le vrai Jigsaw qui détient son fils. Si Melissa ne se soumet pas aux règles, son fils mourra. Comprenant son erreur, Tapp tente de réconforter Melissa mais effrayé à cause des violences qu'il vient de lui faire subir, elle tente de s'éloigner de lui et active accidentellement un piège qui la tue. Horrifié des conséquences de ses actes Tapp s'effondre. Il finit dans un asile psychiatrique, traumatisé par ce qu'il a vu et vécu, tout en imaginant être toujours dans l'asile abandonné de Withehurst.
Liberté (fin canonique): Tapp ouvre la porte de la Liberté, s'échappe de l'asile et prévient la police qui arrive sur les lieux et sauve le reste des victimes. Les journaux font l'éloge de l'héroïsme de ce dernier pour son courage et son sang-froid. Mais en réalité, Tapp est fou de chagrin de ne pas avoir tenu sa promesse envers Sing de capturer le Tueur au Puzzle. Un soir, en rentrant dans l'appartement qu'il avait loué pour espionner Lawrence Gordon, accablé par son obsession qui ne l'a pas quitté malgré son choix, il finit par se tirer une balle dans la tête.

## Système de jeu
Le jeu se déroule dans un asile abandonné où des pièges sont placés un peu partout dans l'établissement. Pour progresser dans le jeu, il faut sauver les différentes victimes du tueur au puzzle, accomplissant les divers objectifs qui sont indiqués dans le carnet : retrouver des clefs, réparer l'électricité, aller jusqu'à la prochaine victime de Jigsaw, ... pour, à la fin, retrouver Jigsaw.
L'écran de jeu est simple :
- la vie du joueur : celle-ci diminue si l'on reçoit un coup d'un ennemi ou si l'on marche sur du verre, la barre à zéro vous fait recommencer au dernier point de sauvegarde
- la barre de vie de l'ennemi : même chose mais pour l'ennemi
- objet choisi et durabilité : vous indique le choix de l'objet (arme ou seringue) et sa durabilité sous forme par cinq petits points, rouge quand c'est encore efficace et noir quand ça ne l'est plus.

## Jeu

### Personnages

#### Primaires
- Inspecteur David Tapp : héros du jeu
- Jigsaw : ennemi principal du jeu

##### Victimes
- Amanda Young : piégée dans une machine « chirurgicale » qui lui injecte des toxines et l'antidote, pour se libérer. Elle est là pour avoir succombé à la drogue
- Jennings : emprisonné sur une table dont une pendule, à bout tranchant, est suspendue au-dessus de lui dont un mécanisme d'engrenage pourrait lui permette de se libérer et, ainsi, arrêter la pendule. Il est là pour avoir tué un SDF accidentellement et avoir jeté en prison un innocent a sa place, tout ça pour garder une vie normale.
- Melissa : installée debout, au milieu d'un sarcophage ouvert verticalement en deux dont des disques tranchants tournent. Il réussit à la sauver en déplaçant des cubes, qui ne s'arrêtent qu'à l'extrémité du bocal ou devant des cubes de pierre fixe, sur un carré bien précis et cela, sans toucher les croix car, après six croix, le sarcophage se refermera totalement et pour toujours. Elle est là de son propre choix, car elle voulait mourir pour rejoindre son mari, Sing.
- Oswald : placé sur une table mécanique, Tapp va devoir activer le courant pour bloquer le chrono et, ainsi, pour que la machine le relâche, sinon, Oswald sera écartelé. Il est lá pour avoir accusé, à tort, Tapp d'être Jigsaw alors qu'il savait bien que c'était faux, juste pour la gloire et l'argent.
- Obi : enfermé dans une chaudière, il va brûler sauf si l'inspecteur le sauve en ouvrant la porte et en coupant le feu en joignant les tuyaux des trois compartiments. Il est là de sa propre volonté car il s'ennuyait.
- Jeff : emprisonné sur une table verticale trouée, Jeff sera empalé si David se trompe, le moyen de le libérer et de le sauver est de mettre les mêmes images qui ont au moins un point en commun des TV placés à côté de la pièce, derrière le théâtre. Il est là pour ne pas avoir apprécié la vie comme Jigsaw le voulait, de plus, il a été libéré par Sing et David donc, il ne s'est pas battu pour garder la vie sauve.

#### Secondaires
- Steven Sing : collègue et meilleur ami de l'inspecteur
- Rayé : patient de l'asile lorsqu'il n'était pas abandonné

##### Autres
Les autres victimes sont des personnages manipulés par Jigsaw leur disant qu'il faut une clef pour se libérer qui se tient dans le corps de Tapp.

### Univers
Rayé, un patient intelligent mais sans aucune moralité, a tué quelques autres patients de l'asile pour ses propres intérêts. L'homme qui est censé s'occuper de son cas n'est autre que le directeur de l'asile. Après avoir défié les ordres de ses supérieurs en refusant de donner un antibiotique imposé, l'asile de Withehurst hérita d'énormes dettes, qu'au bout du compte il ne réussit pas à payer. À cause de la banque qui a refusé de donner de l'argent pour payer les dettes, l'asile Withehurst devient abandonné. C'est ce que la banque désirait depuis longtemps.

## Divers
- Le jeu, ainsi que sa suite, avaient initialement été annoncés comme étant canons avec les films. Toutefois, l'arrêt temporaire de la saga avec Saw 3D puis la sortie de Jigsaw en 2017 les fit sortir du canon officiel de l'univers.